# 47e bataillon de tirailleurs sénégalais
Le 47e Bataillon de Tirailleurs Sénégalais (ou 47e BTS) est un bataillon français des troupes coloniales.

## Création et différentes dénominations
- -: Formation du 47e Bataillon de Tirailleurs Sénégalais

## Historique des garnisons, combats et batailles du47eBTS
- 02/08/1916: Le bataillon envoie 16 caporaux et 687 tirailleurs du 81e BTS

### Sources et bibliographie
Mémoire des Hommes